# Родина (партизанский отряд)
Партизанский отряд «Родина» — женский партизанский отряд, действовавший на территории Франции в годы Великой Отечественной войны. По некоторым сведениям, это единственный женский отряд.

## История
8 мая 1944 года, заключенные концлагеря «Эрувиль», расположенного возле города Тиль (Франция), совершили массовый побег. На свободу удалось вырваться 63 заключенным, среди которых было 37 женщин. Оказавшись на свободе, женщины организовали женский партизанский отряд «Родина», который состоял из боевой группы, санитарного и хозяйственного отделения. Отряд действовал на территории Франции до полного изгнания немцев.
За вклад в борьбу с немцами, командиры отряда Надежда Лисовец и Розалия Фридзон были удостоены звания лейтенантов французской армии.
В 1966 году, находясь с визитом в СССР, Шарль де Голль по личной инициативе встретился с участницами отряда «Родина».

## Культура
С 2019 года идут съемки художественного фильма, в основу которого легла история партизанского отряда «Родина».
В 2020 году в московском Музее Победы открылась выставка «Непокорённые». Одна из страниц выставки, подготовленной Фондом Александра Печерского, посвящена командиру партизанского отряда «Родина» Розалии Фридзон.

## Память
В 2015 году по инициативе жителей города Тиль и на их средства был открыт мемориал женскому партизанскому отряду «Родина». В 2019 году был презентован памятник женскому партизанскому отряду работы скульптора Владимира Суворцева, который должен быть установлен в Тиле.